# Monsieur Vincent
Monsieur Vincent is een Franse film onder regie van Maurice Cloche uit 1947 over Sint Vincent de Paul.
De film was in 1947 de meest succesrijke film in Frankrijk, op de oorlogsfilm Le Bataillon du ciel na.

## Verhaal
De film vertelt het verhaal van Sint Vincent de Paul, een 17e-eeuwse priester die zijn leven wijdde aan de armen te midden van de pest. Tegelijkertijd probeerde hij bij de adel begrip te vragen voor de armen.

## Rolverdeling
| Acteur              | Personage                     | Beschrijving                                  |
| ------------------- | ----------------------------- | --------------------------------------------- |
| Pierre Fresnay      | Vincent de Paul               | priester                                      |
| Aimé Clariond       | de Richelieu                  | kardinaal                                     |
| Jean Debucourt      | Philippe-Emmanuel de Gondi    | graaf van Joigny                              |
| Lise Delamare       | Françoise Marguerite de Silly | vrouw van Gondi                               |
| Germaine Dermoz     | Anna van Oostenrijk           | koningin                                      |
| Gabrielle Dorziat   | Goussault                     | president                                     |
| Pierre Dux          | Séguier                       | kanselier                                     |
| Yvonne Gaudeau      | Louise Legras-de Marillac     |                                               |
| Jean Carmet         | Portail                       | pastoor                                       |
| Michel Bouquet      |                               | tuberculoselijder                             |
| Gabrielle Fontan    |                               | dove oude vrouw van de pastorie van Châtillon |
| Robert Murzeau      | Monsieur Besnier              |                                               |
| Gabriel Gobin       |                               | een dienaar van M. Besnier                    |
| Claude Nicot        |                               | een page van M. Besnier                       |
| Marcel Pérès        | La Pogne                      | de kreupele ex-soldaat                        |
| Francette Vernillat |                               | klein meisje                                  |
| Georges Vitray      | van Châtillon                 | graaf                                         |
| Véra Norman         | Mademoiselle de Châtillon     | dochter van de graaf                          |
| Geneviève Morel     | Marguerite Naseau             |                                               |
| Ginette Gaubert     |                               | een van de weldoensters                       |
| Renée Thorel        |                               | een van de weldoensters                       |
| Marcel Vallée       |                               | boekhouder van de hospices                    |
| Paul Demange        |                               | een koster bij vondelingen                    |
| Paul Faivre         |                               | een koster bij vondelingen                    |
| Guy Favières        |                               | bedelaar                                      |
| André Dumas         | Graziani                      | kardinaal                                     |
| Jeanne Hardeyn      | Madeleine                     | een zuster van liefde                         |
| Joëlle Janin        | Jeanne                        | de jonge zuster                               |
| Maurice Marceau     |                               | een arme                                      |
| Maximilienne        |                               | een gelovige in de kerk                       |
| Marthe Mellot       |                               | de oude vrouw die veel eet                    |
| Alice Reichen       |                               | de hospita                                    |
| Nicole Riche        |                               | de dochter van de hospita                     |
| Jean Rougerie       |                               | een arme                                      |
| René Stern          |                               | abt bij Madame de Gondi                       |

## Prijzen en nominaties
- 1947: Pierre Fresnay wint de Coppa Volpi voor beste acteur op het Filmfestival van Venetië
- 1947: Winnaar van de Grand prix du cinéma français
- 1947: Nominatie voor Gouden Leeuw voor Maurice Cloche
- 1949: Winnaar van de Oscar voor beste internationale film
- 1949: Genomineerd voor de British Academy Film Awards voor beste film
- 1949: Winnaar van de prijs voor beste film van de Belgische filmpers
- 1950: Golden Globe-nominatie voor de bevordering van internationaal begrip